# Fernand Piot
Fernand Piot (Handzame, 24 oktober 1925 – Leuven, 8 maart 2007) was een Belgisch CVP-politicus. 

## Levensloop
Hij promoveerde tot doctor in de rechten en licentiaat politieke en diplomatieke wetenschappen aan de Katholieke Universiteit Leuven alsook thomistische wijsbegeerte in Straatsburg en Parijs. Hij vestigde zich als advocaat in Leuven.
Tijdens de Wereldtentoonstelling van 1958 (Expo 58) in Brussel werkte hij van 1954 tot 1959 op het secretariaat van de organisatie als persattaché. In 1959 was hij secretaris-generaal van het Belgisch comité voor het wereldjaar van de vluchteling. Nadien was hij in dienst bij de studiedienst van de CVP, het Centrum voor Politieke, Economische en Sociale Studies (Cepess), eerst als secretaris, vervolgens als beheerder.
Na eerst aan verkiezingen te hebben deelgenomen op onverkiesbare plaatsen, werd hij als vertegenwoordiger van de ACW-vleugel, van 1977 tot 1981 lid van de Senaat als provinciaal senator voor Brabant en nadien als lid van de Kamer van volksvertegenwoordigers voor het arrondissement Leuven van 1981 tot 1987. In de periode mei 1977-oktober 1980 zetelde hij als gevolg van het toen bestaande dubbelmandaat ook in de Cultuurraad voor de Nederlandse Cultuurgemeenschap, die op 7 december 1971 werd geïnstalleerd. Vanaf 21 oktober 1980 tot december 1987 was hij lid van de Vlaamse Raad, de opvolger van de Cultuurraad en de voorloper van het huidige Vlaams Parlement. Hij was tevens gemeenteraadslid in Leuven.
Piot was een verdediger van het gebruik en de verspreiding van het Esperanto.